# Éclipse solaire du 29 mai 1919
L'éclipse solaire du 29 mai 1919 est une éclipse solaire totale.

## Son parcours

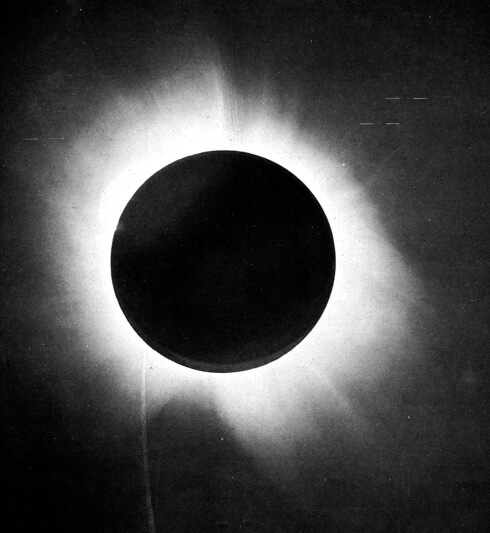
L'éclipse du 29 mai 1919 selon un cliché d'Eddington.

D'une durée (maximale) de 6 minutes et 51 secondes, l'éclipse totale était visible dans un corridor traversant le centre du Brésil, l'Atlantique, l'Afrique centrale et l'Afrique de l'Est.
L'éclipse a été visible partiellement d'une bonne partie de l'Amérique du Sud et de l'Afrique.

## «Éclipse de la relativité générale»

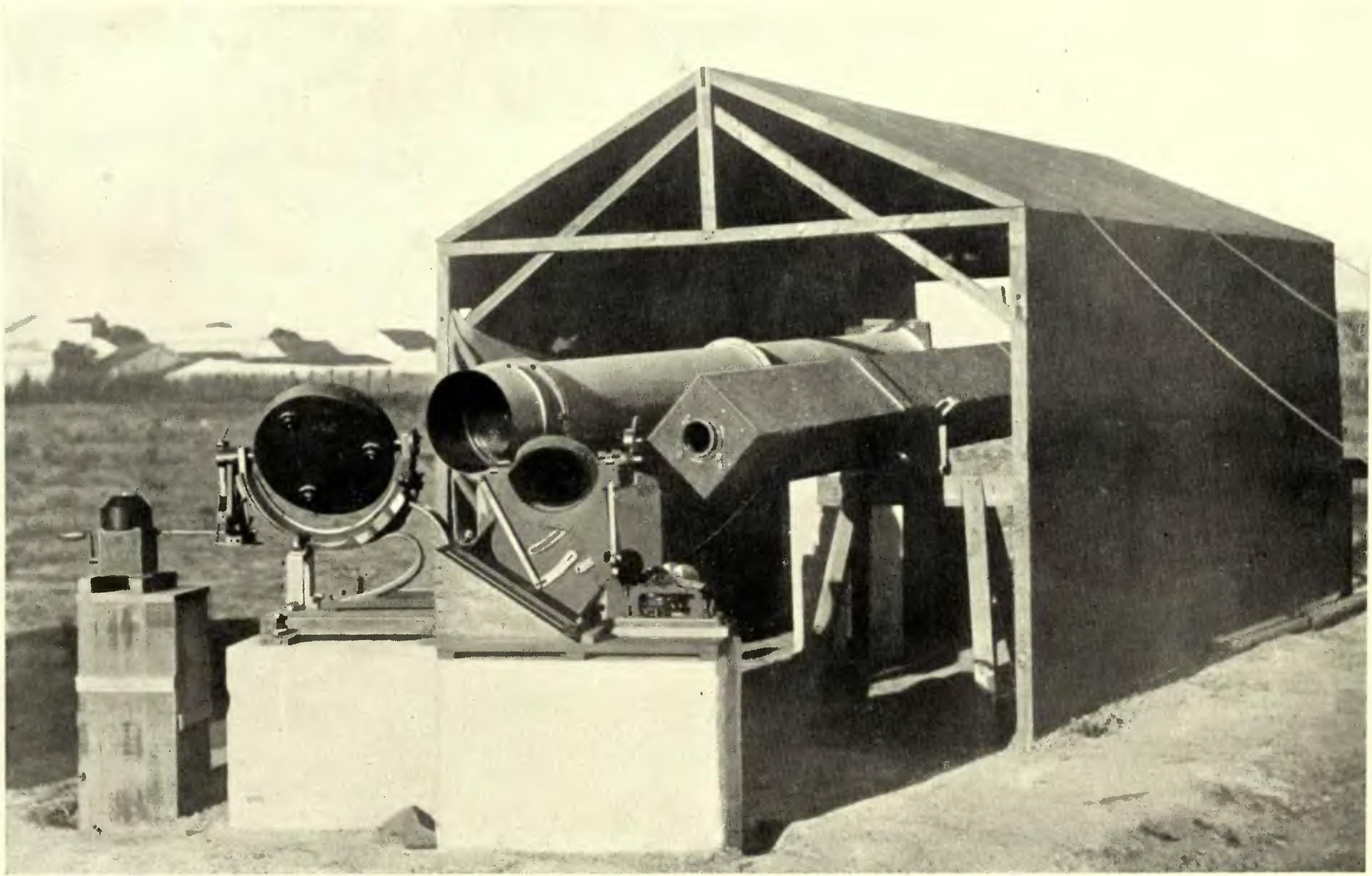
Instrument utilisé par Eddington durant l'éclipse.

L'éclipse a été photographiée lors d'une expérience particulière par l'expédition organisée par Arthur Eddington à Sundy sur l'île de Principe.
L'expérience visait à mesurer la position d'étoiles situées près du Soleil afin de vérifier s'il y avait bien un effet de lentille gravitationnelle tel que prédit par la théorie de la relativité générale d'Albert Einstein. Elle est désormais appelée « éclipse d'Einstein » ou « éclipse de la Relativité Générale ».
L'expérience, estimée probante malgré une grande incertitude sur les mesures (seul Eddington avait mesuré une déviation, d'une valeur par ailleurs légèrement différente de celle donnée par le calcul), est considérée comme une experimentum crucis de la relativité générale. Des expériences postérieures effectuées de façon plus précise se montrèrent davantage conformes à la théorie.
Les postes portugaises ont émis en 2019 une série de timbres et de souvenirs philatéliques pour célébrer le centenaire de la confirmation de la théorie de la relativité générale.

## Confirmation de l'expérience 100 ans après
À l’occasion du centième anniversaire de cette fameuse éclipse du 29 mai 1919 a été organisée à Paris une conférence internationale de trois jours autour du 29 mai 2019, portant sur Arthur Stanley Eddington. Il y a donc été question du travail scientifique d’Eddington, mais aussi de sa Philosophie des sciences et de la religion, ainsi que des résultats de l’observation de l’éclipse de 1919 tels qu’ils ont été aussitôt rendus publics, puis plus tard critiqués, analysés à nouveau par plusieurs personnes pour être finalement replacés dans leurs contextes technique et historique.
Dans l’Astronomie de septembre, Christiane Vilain de l’Observatoire de Paris revient sur l’analyse des observations menées lors de cette éclipse de 1919 en vue de confirmer ou non la théorie de la relativité générale. Vilain et son équipe ont constaté que les observations de l'éclipse de 1919 correspondaient aux prédictions de la relativité générale d'Einstein, ce qui a marqué une confirmation significative de cette théorie révolutionnaire.